# Селя Ахава
Селя Ахава (на фински: Selja Ahava) е финландска сценаристка и писателка на произведения в жанра социална драма.

## Биография и творчество
Селя Ахава е родена на 8 юли 1974 г. в Хелзинки, Финландия. Завършва драматургия в Театралната академия на Университета по изкуствата през 2001 г. След дипломирането си пише сценарии за радиото и телевизията, както и за филми. В продължение на пет години живее в Лондон.
Първият ѝ роман „Изгубената тетрадка“ е издаден през 2010 г. Той е история за жена, която е загубила внезапно съпруга си и се опитва да продължи смело напред, въпреки че трагичните житейски преживявания са отключили проблемите с паметта ѝ. Романът е номиниран за литературната награда на вестник Helsingin Sanomat, а тя получава субсидия от фонда „Лайла Хирвисаари“ (литературната награда на книгоразпространителите).
През 2015 г. е издаден романът ѝ „Неща, които падат от небето“. В историята са съчетани необикновените истории на момиче, чиято майка е убита от гигантски леден къс, паднал от небето в летен ден, на нейната леля, която на два пъти печели джакпота от лотарията, на друга жена, която е бременна с русалка, на мъж, ударен пет пъти от мълния, а всички те търсят смисъла на необичайните събития, разтърсили живота им. Историята е метафоричен разказ за хода на времето, за израстването, за болката от загубата, за необяснимата реалност, и за приумиците на случайността. Романът е номиниран за престижната награда „Финландия“ и за наградата за разпространение на финландската литература „Факлоносци“, както и за други награди, и получава наградата за литература на Европейския съюз за 2016 г.
Третият ѝ роман „Преди да изчезне мъжът ми“ е публикуван през 2017 г. Той е силно автобиографичен и представя историята на съпругата, чийто съпруг я напуска заради промяна на половата си идентичност, за живота преди и след промяната, за света на вечната несигурност, на непознатото и непознаваемото, на неочакваните страни на реалността и на трудното им приемане, на въпроси, които нямат лесен отговор. Романът получава наградата „Каарле“.
През 2020 г. е издаден романът ѝ „Жената, която обичаше насекоми“, който получава медала за литературно признание. 
Омъжена е за писателя и преводач Стефан Мостер. Има две деца.
Селя Ахава живее със семейството си в стара дървена къща в Порвоо и в Берлин, където е домът на съпруга ѝ.

## Произведения

### Самостоятелни романи
- Eksyneen muistikirja (2010)[2][3][4]
- Taivaalta tippuvat asiat (2015) – награда за литература на Европейския съюз[1]
Неща, които падат от небето, изд.: ИК „Колибри“, София (2017), прев. Росица Цветанова
- Ennen kuin mieheni katoaa (2017)
Преди да изчезне мъжът ми, изд.: ИК „Колибри“, София (2020), прев. Росица Цветанова
- Nainen joka rakasti hyönteisiä (2020)

### Екранизации
- 2002 Pieniä ryutat – сценарий
- 2006 – 2007 Jako Kahteen – тв сериал, 10 епизода, сценарий
- 2009 Väärät juuret – сценарий